# Châtelard
Châtelard ist eine Gemeinde in der französischen Region Nouvelle-Aquitaine. Sie gehört zum Département Creuse, zum Arrondissement Aubusson und zum Kanton Auzances. Sie grenzt im Nordwesten an Brousse, im Nordosten an Les Mars, im Südosten an Chard und im Südwesten an Lioux-les-Monges.

## Sehenswürdigkeiten
- Kirche Saint-Blaise
- Kapelle, erstellt auf dem vormaligen Château des Templiers aus dem 12. Jahrhundert

## Bevölkerungsentwicklung
| Jahr      | 1962 | 1968 | 1975 | 1982 | 1990 | 1999 | 2012 |
| --------- | ---- | ---- | ---- | ---- | ---- | ---- | ---- |
| Einwohner | 48   | 38   | 30   | 23   | 35   | 39   | 32   |

## Persönlichkeiten
- Anton Bussy von Mignot (1755–1804), k. k. Generalmajor und Ritter des Maria-Theresia-Ordens